# Mogoditshane
Mogoditshane é uma cidade localizada no Distrito Kweneng do Botswana que está na área urbana da capital Gaborone. Possuía, em 2011, uma população estimada de 58 079 habitantes.